# Sungai Cerutuk
Sungai Cerutuk är ett vattendrag i Indonesien. Det ligger i provinsen Bangka-Belitung, i den västra delen av landet, 400 km norr om huvudstaden Jakarta.